# Ballard Power Systems
Ballard Power Systems Inc. ist ein kanadischer Hersteller von Brennstoffzellen mit Sitz in Burnaby bei Vancouver, British Columbia.

## Geschichte
1979 wurde Ballard Research Inc. von Geoffrey Ballard gegründet und einige Zeit danach in den jetzigen Namen umbenannt. Seit 1983 wurde bei Ballard Technologie für Brennstoffzellen entwickelt. 1993 wurde der erste mit auf Wasserstoff-Technologie basierenden Brennstoffzellen angetriebene Bus vorgestellt. 2001 wurde das erste Produkt am Markt angeboten.
Neben Brennstoffzellen-Stacks, den Kernkomponenten, wurden weitere Subsysteme zur Energieumwandlung entwickelt. 2005 wurde das Systemgeschäft von DaimlerChrysler und Ford im Rahmen eines Joint Ventures übernommen. Die NuCellSys GmbH in Nabern (ehemals Ballard Power Systems AG) bekam die Aufgabe, Brennstoffzellenantriebe serienreif zu entwickeln. Die Integration des Brennstoffzellenantriebs in das Fahrzeug ist allerdings durch zahlreiche technische Randbedingungen erschwert. Im Jahr 2009 übernahm die Daimler AG den 50 % Anteil der Ford Motor Company an der NuCellSys GmbH. Die NuCellSys GmbH ist somit zu 100 % eine Tochtergesellschaft der Daimler AG.
Das Unternehmen konzentrierte sich damit auf die Weiterentwicklung von Brennstoffzellen und elektrischen Antrieben für Brennstoffzellenfahrzeuge. 2002 bekam das Unternehmen einen Auftrag zur Lieferung der Antriebe für 30 Brennstoffzellenbusse von Mercedes-Benz, die im Rahmen des Projekts CUTE (Clean Urban Transport for Europe) / ECTOS (Ecological City Transport System) in Amsterdam, Barcelona, London, Luxemburg, Madrid, Reykjavík, Stockholm, Stuttgart und Hamburg im Praxisbetrieb von 2003 bis 2006 erprobt wurden. Je drei weitere Fahrzeuge kamen in Peking und Perth zum Einsatz. Seit dem Start des Projekts 2003 haben diese Busse vom Typ Mercedes-Benz Citaro BZ über 4 Mio. Passagiere befördert.
Nach dem Auslaufen des CUTE Programms fahren die Brennstoffzellenbusse 2007 nur noch in Hamburg (neun Fahrzeuge, da die ehemaligen Busse für Stuttgart und Stockholm hierher verlegt wurden), Amsterdam und London. Die Hamburger Hochbahn hat ihre CUTE-Brennstoffzellenbusse im Sommer 2010 außer Dienst gestellt und ist 2011 in ein neues Projekt, den deutschen Sauberbus, eingestiegen.
2013 und 2015 unterzeichnete Ballard je ein Abkommen mit der Volkswagen AG über den Verkauf von Patenten.
Im Jahr 2018 schloss Ballard mit der chinesischen Weichai Power eine strategische Partnerschaft ab. Weichai erwarb für 163 Millionen Dollar einen Anteil von 19,9 Prozent an Ballard. Im Rahmen dieser Partnerschaft wollen Weichai und Ballard den chinesischen Markt mit Brennstoffzellen für Busse, Lkw und Gabelstapler bedienen.

## Projekte seit 2018
Ballard liefert Brennstoffzellen unter anderem für Busse des belgischen Herstellers Van Hool und des polnischen Herstellers Solaris, ebenso ist der Einsatz in Zügen der Mireo-Baureihe von Siemens ab 2021 geplant. Ende 2019 erhielt Ballard einen Auftrag für Brennstoffzellen zum Einsatz in Großmuldenkippern des Bergbauunternehmens Anglo American. Bei Ballard Power Systems Europe mit Sitz in Hobro (Dänemark) werden Brennstoffzellen für den Einsatz in Schiffen entwickelt und produziert.
Zusammen mit Audi entwickelt Ballard Brennstoffzellen für Pkws. Die Entwicklungspartnerschaft ist mindestens bis 2022 vertraglich vereinbart. In der ersten Maiwoche des Jahres 2022 wurde der von Siemens Mobility zusammen mit Ballard entwickelte Triebzug Siemens Mireo Plus H vorgestellt. Dieser soll mit einer 200 kW Wasserstoff-Brennstoffzelle auf nicht-elektrifizierten Strecken als Ersatz für Züge mit Verbrennungsmotoren eingesetzt werden können und Geschwindigkeiten bis 160 km/h erreichen.
Neben Antrieben für Fahrzeuge werden Brennstoffzellensysteme für den Einbau in 19-Zoll-Standardgehäuse hergestellt, die als Alternative zu herkömmlichen Techniken wie Batterien oder Generatoren gelten, mit dem Ziel, Unterbrechungsfreie Stromversorgungen (USV) und Notstromaggregate zu realisieren. Im Januar 2020 gab Ballard bekannt, Systeme für die Notstromversorgung von Mobilfunkbasisstationen in Deutschland in Kooperation mit den Unternehmen AdKor und SFC Energy zu liefern. In einer ersten Tranche liefert Ballard dafür 500 Brennstoffzellenstacks. In Norwegen ist seit 2019 ein System für Mobilfunkbasisstationen installiert, das eine netzunabhängige Stromversorgung bis 72 Stunden sicherstellt. Außerdem werden Brennstoffzellensysteme für Drohnen getestet, die gegenüber einem reinen Batteriebetrieb deutlich längere Einsatzzeiten bei geringer Abhängigkeit von der Außentemperatur erlauben sollen.

## Wettbewerber
Laut Handelsblatt ist Ballard Power Systems der Weltmarktführer in der Brennstoffzellenbranche. Wettbewerber sind unter anderem:
- Robert Bosch GmbH, Deutschland
- ElringKlinger, Deutschland
- Enapter, Deutschland
- FuelCell Energy, USA
- Fuel Cell Technologies, USA
- Hydrogenics, Kanada
- Plug Power, USA
- PowerCell, Schweden
- Proton Motor, Deutschland
- SFC Energy, Deutschland
- Toyota, Japan
- UTC Fuel Cells, USA